# Куп Црне Горе у фудбалу 2009/10.
Такмичење за четврти Куп Црне Горе у фудбалу 2009/10. у организацији Фудбалског савеза Црне Горе почео је 16. септембра 2009. утакмицама шеснаестине финала Купа.

## Систем такмичења
У завршном делу талмичења за Куп Црне Горе учествује 30 екипа и то:
12 клубова Прве лиге Црне Горе у такмичарској сезони 2008/09,
12 клубова Друге лиге Црне Горе у такмичарској сезони 2008/09,
финалисти Купа Јужне, Средње и Северне регије за сезону 2008/09.
Финалисти Купа Црне Горе за 2008/09. Ловћен и Петровац су слободни у шеснаестини финала Купа
Утакмице шеснаестине финала играју се по једноструком Куп систему (једна утакмица).
Утакмице осмине финала, четвртфинала и полуфинала играју се по двеструком Куп систему (две утакмице).
Финална утакмица се игра по једноструком Куп систаму на Градском стадиону у Подгорици.
У случају нерешеног резултата код утакмица које се играју по једноструком куп систему у шеснаестини финала, одмах се изводе једанаестерци, а код финалне утакмице прво се играју два породужетка по 15 минута, па ако резултат и после тога остане нерешен изводе се једанаестерци.
Победник на утакмицма осмине финала, четвртфинала и полуфинала је екипа која је на обе утакмице дала више голова. Ако су екипе постигле исти број голова победник је екипа која је дала више голова у гостима У случају да је на обе утакмице постигнут истоветан резултат, победник се добија извођењем једанаестераца.
Победник Купа се пласира у друго коло квалификација за УЕФА Лигу Европе 2010/11.

## Парови и резултати
Утакмице су игране 16. септембра у 16 часова.
| 1   | Црвена Стијена, Толоши | 0 : 2               | Грбаљ, Радановићи  |
| 2.  | Челик Плав             | 0 : 0прод. 5:3 пен. | Могрен, Будва      |
| 3.  | Јединство, Бијело Поље | 2 : 0               | Беране, Беране     |
| 4.  | Гусиње, Гусиње         | 0 : 2               | Дечић, Тузи        |
| 5.  | Слога, Бар             | 0 : 7               | Рудар, Пљевља      |
| 6.  | Будућност, Подгорица   | 2 : 1               | Отрант, Улцињ      |
| 7.  | Ком Подгорица          | 1 : 2               | Језеро Плав        |
| 8.  | Пљевља 1997, Пљевља    | 1 : 2               | Зета, Голубовци    |
| 9.  | Искра, Даниловград     | 2 : 3)              | Сутјеска, Никшић   |
| 10. | Морнар, Бар            | 1 : 0               | Братство, Цијевна  |
| 11. | Петњица, Петњица       | 0 : 5               | Младост, Подгорица |
| 12. | Дрезга, Пипери         | 0 : 0прод. 5:3 пен. | Ибар, Рожаје       |
| 13. | Арсенал, Тиват         | 1 : 1прод. 1:3 пен. | Бокељ, Котор       |
| 14. | Бар, Бар               | 1 : 0               | Забјело, Забјело   |

## Осмина финала
Утакмимице су одигране 21. октобра и 4. новембра
| Утак. | Клуб, Место            | Укупан резултат | Клуб, Место                | 1. утак. 21. октобар | 2. утак. 4. новембар |
| ----- | ---------------------- | --------------- | -------------------------- | -------------------- | -------------------- |
| 1.    | Бокељ, Котор           | 1:8             | Грбаљ, Радановићи          | 0:4                  | 1:4                  |
| 2.    | Језеро Плав            | 4:10            | Младост, Подгорица         | 1:4                  | 3:6                  |
| 3.    | Зета, Голубовци        | 1:2             | Бар, Бар                   | 0:2                  | 1:0                  |
| 4.    | Јединство, Бијело Поље | 1:3             | Рудар, Пљевља              | 0:2                  | 1:1                  |
| 5.    | Челик Плав             | 1:5             | Морнар, Бар                | 1:3                  | 0:2                  |
| 6.    | Дечић, Тузи            | 0:3             | Сутјеска, Никшић           | 0:1                  | 0:2                  |
| 7.    | Дрезга, Пипери         | 0:7             | Петровац, Петровац на Мору | 0:3                  | 0:4                  |
| 8.    | Будућност, Подгорица   | 4:0             | Ловћен Цетиње              | 2:0                  | 2:0                  |

## Четвртфинале
Утакмимице су одигране 25. новембра и 5. децембра
| Утак. | Клуб, Место                | Укупан резултат | Клуб, Место       | 1. утак. 25. новембар | 2. утак. 5. децембар |
| ----- | -------------------------- | --------------- | ----------------- | --------------------- | -------------------- |
| 1.    | Младост, Подгорица         | 1:6             | Грбаљ, Радановићи | 0:0                   | 1:6                  |
| 2.    | Морнар, Бар                | 4:6             | Рудар, Пљевља     | 1:2                   | 3:4                  |
| 3.    | Петровац, Петровац на Мору | 4:2             | Бар, Бар          | 1:1                   | 3:1                  |
| 4.    | Будућност, Подгорица       | 2:1             | Сутјеска, Никшић  | 1:1                   | 1:0                  |

## Полуфинале
Утакмимице су одигране 14. априла и 28. априла
| Утак. | Клуб, Место       | Укупан резултат | Клуб, Место                | 1. утак. 14. април | 2. утак. 28. април |
| ----- | ----------------- | --------------- | -------------------------- | ------------------ | ------------------ |
| 1.    | Рудар, Пљевља     | 2:1             | Петровац, Петровац на Мору | 2:1                | 0:0                |
| 2.    | Грбаљ, Радановићи | 2:4             | Будућност, Подгорица       | 0:1                | 2:3                |

## Финале
Утакмимица је одиграна у Подгорици 19. маја 
| Утак. | Клуб, Место   | Укупан резултат | Клуб, Место          |
| ----- | ------------- | --------------- | -------------------- |
| 1.    | Рудар, Пљевља | 2:1             | Будућност, Подгорица |

| Победник Купа Црне Горе у фудбалу 2009/10. |
| ------------------------------------------ |
| ФК Рудар Пљевља 2. титула                  |

| Домаћи клуб                                     | Резултат | Гостујући клуб |
| ----------------------------------------------- | --- | --- |
| Рудар Пљевља                                    | 2 : 1 (2 : 0) | Будућност, Подгорица |
| Датум                                           | 19. мај 2010. | 19. мај 2010. |
| Стадион                                         | Стадион под Горицом, Подгорица | Стадион под Горицом, Подгорица |
| Гледалаца                                       | 4.500 | 4.500 |
| Судија                                          | Јован Калуђеровић (Цетиње) | Јован Калуђеровић (Цетиње) |
| ФК Рудар Пљевља (тренер: Небојша Вигњевић)      | Радановић, Ивановић, Бојовић, Бојић, Игумановић, Секулић, Влаховић, Брновић, (од 67‘ Мићић), Усени Ранђеловић, Јовановић, (од 46‘ Томић, од 90‘ Идризовић | Радановић, Ивановић, Бојовић, Бојић, Игумановић, Секулић, Влаховић, Брновић, (од 67‘ Мићић), Усени Ранђеловић, Јовановић, (од 46‘ Томић, од 90‘ Идризовић |
| ФК Будућност Подгорица (тренер: Ненад Вукчевић) | Милета Радуловић, Лакићевић (Вукчевић), Перишић, Милан Радуловић, Мазић, Кудемор, Ајковић, Делић (Вуковић), Вукићевић, Бошковић) (Столица, Бећирај        | Милета Радуловић, Лакићевић (Вукчевић), Перишић, Милан Радуловић, Мазић, Кудемор, Ајковић, Делић (Вуковић), Вукићевић, Бошковић) (Столица, Бећирај        |
| Стрелци                                         | 1:0 Ранђеловић 4‘, 2:0 Игумановић 36‘, 2:1 Столица 83‘ | 1:0 Ранђеловић 4‘, 2:0 Игумановић 36‘, 2:1 Столица 83‘ |
| Жути картони                                    | Томић (Рудар), Ајковић (Будућност) | Томић (Рудар), Ајковић (Будућност) |
| Црвени картони                                  | Перишић 3‘ (Будућност) | Перишић 3‘ (Будућност) |